# Device
Device es una banda de Industrial Metal formada en Austin, Texas por parte de David Draiman vocalista de la banda de Heavy Metal Disturbed y por Geno Lenardo exguitarrista de Filter, quienes en conjunto comenzaron a trabajar en un nuevo material. Los dos comenzaron trabajar en un álbum debut en junio de 2012. El resultado de esas sesiones, Device, fue puesto a la venta el 9 de abril de 2013. El primer sencillo y tercera canción del álbum "Vilify" fue lanzada por radio antes del álbum el 19 de febrero de 2013, junto con su primer video musical, dirigido por PR Brown. El segundo sencillo y primera canción del álbum, "You Think You Know", fue lanzado el 11 de junio de 2013, junto a su video musical, dirigido una vez más por Brown.

## Historia

### Formación y álbum homónimo (2012-presente)
Luego que Disturbed entrara en receso a fines de 2011, David Draiman anunció que se dedicaría a un nuevo proyecto llamado Device en mayo de 2012. Él reveló que estaría trabajando con Geno Lenardo, exguitarrista de Filter, en el nuevo proyecto paralelo. Draiman reveló su intención de hacer un proyecto con inclinaciones a la música electrónica, pero siendo Industrial Metal de tipo medio, que suena similar a Nine Inch Nails o Ministry, no dubstep.
Draiman dijo sobre la formación de la banda:
"Se me acercó por primera vez Geno Lenardo, que estaba trabajando en una serie de pistas para la banda sonora de Underworld para la última película de Underworld que salió... y me preguntó si estaría interesado en ser parte de una de las pistas y le pedí que me envíe la música que tenía en mente y que fue capaz de hacer una canción muy convincente y poderosa... y descubri que trabajar con él como socio de composición fue muy fácil y fluido. Él es un muy fuerte compositor en sí por derecho propio."
La banda entró en el estudio en el comienzo de junio de 2012, y el 6 de junio, ya había terminado de voz para las versiones demo de cinco canciones, "You Think You Know", "Recover", "Hunted", "Vilify" y "War of Lies".
En enero de 2013, Draiman confirmó las fechas de lanzamiento exactas de su álbum homónimo y primer sencillo. Afirmó que el álbum sería lanzado el 9 de abril de 2013 y la canción "Vilify" se lanzaría vía radio el 19 de febrero. Además, confirmó que el álbum incluirá colaboraciones de  Geezer Butler (Black Sabbath), Glenn Hughes (Deep Purple, Black Sabbath, Black Country Communion), M. Shadows (Avenged Sevenfold), Serj Tankian (System of a Down), Lzzy Hale (Halestorm) y  Tom Morello (Rage Against the Machine). Draiman confirmó que la pista que cantaría junto a Lzzy Hale sería una versión de la exitosa canción de Lita Ford y Ozzy Osbourne "Close My Eyes Forever".
El primer sencillo del álbum, "Vilify" fue lanzado el 19 de febrero, junto con un vídeo musical y un segundo "behind the scenes" (vídeo).  La banda también lanzó una serie de canciones en Internet para la transmisión antes de que el álbum de lanzado, incluyendo "You Think You Know", el 25 de marzo  "Penance" el 28 de marzo, y "Close My Eyes Forever" el 30 de marzo.
La gira banda fue revelada para contener el baterista Will Hunt y el guitarrista Virus, pero no incluirá a Geno Lenardo. El primer show en vivo de la banda se confirma a realizar un día después de la salida del álbum, en el Soul Kitchen Music Hall en Mobile, AL, el 10 de abril.
Device apareció en la versión 2013 del festival Gigantour.

## Miembros de la Banda
- David Draiman - voz principal (2012-2015) Actualmente se encuentra nuevamente en la banda Disturbed.
- Geno Lenardo - Guitarra (2012-presente, solo estudio)
- Virus - Guitarra (2013-presente)
- Will Hunt - Batería (2013-presente)

## Discografía

### Álbumes de estudio
| Título | Detalles del álbum                                                                       | Posiciones | Posiciones | Posiciones | Posiciones | Posiciones | Posiciones | Posiciones | Posiciones | Posiciones |
| Título | Detalles del álbum                                                                       | US         | AUS        | AUT        | BEL (FL)   | BEL (WA)   | CAN        | GER        | NZ         | UK         |
| ------ | ---------------------------------------------------------------------------------------- | ---------- | ---------- | ---------- | ---------- | ---------- | ---------- | ---------- | ---------- | ---------- |
| Device | - Lanzamiento: 9 de abril de 2013 - Sello: Warner Bros. - Formatos: CD, Descarga digital | 11         | 26         | 57         | 171        | 153        | 11         | 54         | 4          | 64         |

### Sencillos
| Título               | Año  | Posición     | Posición      | Posición      | Álbum  |
| Título               | Año  | US Act. Rock | US Heri. Rock | US Main. Rock | Álbum  |
| -------------------- | ---- | ------------ | ------------- | ------------- | ------ |
| "Vilify"             | 2013 | 1            | 6             | 1             | Device |
| "You Think You Know" | 2013 | 30           | —             | 23            | Device |

### Videos musicales
List de videos musicales, mostrando el año del lanzamiento, director y nombre del álbum
| Año  | Título               | Director    | Álbum  |
| ---- | -------------------- | ----------- | ------ |
| 2013 | "Vilify"             | P. R. Brown | Device |
| 2013 | "You Think You Know" | P. R. Brown | Device |

### Premios y nominaciones
| Premiación         | Año  | Nominación | Categoría       | Resultado |
| ------------------ | ---- | ---------- | --------------- | --------- |
| Golden Gods Awards | 2013 | Device     | Best New Talent | Ganador   |